# Мирзахмедов, Нурболот Сабиржанович
Нурболот Сабиржанович Мирзахмедов (род. 26 октября 1978, Кок-Джангак, Ошская область, Киргизская ССР, СССР) — киргизский политик и государственный деятель. Полномочный представитель Правительства Киргизской Республики в Джалал-Абадской области с 23 января 2020 года.

## Биография
Нурболот Сабиржанович Мирзахмедов родился 26 октября 1978 года в городе Кок-Джангак, Джалал-Абадской области Киргизской ССР. В 2004 году окончил Джалал-Абадский коммерческий институт по специальности «экономист».
Трудовую деятельность начал в 1999 году инспектором Государственной налоговой инспекции по городу Кок-Жангак и Сузакскому району. С 1999 по 2007 годы работал заместителем начальника инспекции Государственной налоговой инспекции по Аламудунскому району. С 2007 по 2010 годы был первым заместителем руководителя госадминистрации Сузакского района, а с 2010 по 2015 год — исполняющим обязанности акима и акимом Сузакского района. С 2016 по 2018 годы являлся аудитором Счётной палаты Кыргызстана, а с 20 апреля 2018 года по 23 января 2020 года был министром чрезвычайных ситуаций КР.
23 января 2020 года был назначен на должность полномочного представителя Правительства Киргизской Республики в Джалал-Абадской области.